# 熊谷直樹
熊谷 直樹（くまがい なおき、1965年3月29日 - ）は、北海道旭川市出身、千歳市在住の元ボートレーサー。
登録第3200号。身長160cm。血液型A型。56期。東京支部所属。通算SG2回優勝、G1 8回優勝。愛称は「北海のシロクマ」。

## 来歴
- 1985年5月9日 多摩川競艇場で開催された一般戦でデビュー。（5着）
- 1985年8月24日 浜名湖競艇場で開催された一般戦で初勝利。
- 1986年6月28日 三国競艇場で開催された一般戦で初優出。
- 1987年1月30日 尼崎競艇場で開催された一般戦で初優勝。
- 1987年2月7日 多摩川競艇場で開催されたG1関東地区選手権でG1初出場、G1初優出。
- 1988年5月3日 住之江競艇場で開催されたSG第15回笹川賞でSG初出場。
- 1994年5月31日 戸田競艇場で開催されたSG第21回笹川賞でSG初優出。（F)
- 1995年8月1日 平和島競艇場で開催されたG141周年記念でG1初優勝。
- 1997年7月21日 平和島競艇場で開催されたSG第2回「オーシャンカップ」でSG初優勝。
- 2002年5月19日 宮島競艇場で開催されたG3「第2回広島テレビ杯」第11Rにて勝利し通算1000勝達成。
- 2009年7月23日 常滑競艇場で開催された一般戦「第23回半田大賞」第8Rにて勝利し、通算1500勝達成。
- 2016年3月16日 ボートレース宮島で開催された一般戦「マクール杯争奪グレートおやじ決定戦」第12Rにて勝利し、通算2000勝を達成。
- 2021年12月12日 現役引退を表明。翌13日に登録消除手続を行った[1]。
- 翌2022年からは競艇解説者として活動を行っている。

## 戦績
- 出走回数：7751回
- 1着回数：2302回
- 優出回数：340回
- 優勝回数：81回
- SG優勝回数：2回
- SG優出回数：55回
- SG出走回数：634回
- G1優勝回数：2回
- G1優出回数：10回
- G1出走回数：2454回
- フライング(F)回数：65回
- 出遅れ(L)回数：2回
- 通算勝率：6.91
- 2連対率：50.03
- 3連対率：65.68
- 生涯獲得賞金：1,612,557,853円

### SG
- 1997年 平和島競艇場・第2回オーシャンカップ
- 2000年 蒲郡競艇場・第27回笹川賞

### G1
- 1995年 平和島競艇場・開設41周年記念
- 1995年 戸田競艇場・開設39周年記念
- 1997年 浜名湖競艇場・施設改善記念
- 1997年 江戸川競艇場・開設42周年記念
- 1997年 多摩川競艇場・開設43周年記念
- 1998年 平和島競艇場・開設44周年記念
- 2004年 江戸川競艇場・開設49周年記念
- 2006年 江戸川競艇場・開設51周年記念

## 人物・エピソード
- 競艇選手を目指したきっかけは、通っていた美容院にあった女性向け雑誌Oliveに「女性競艇選手募集」という広告が出ていたのを見て「女性選手を募集してるんなら男性選手の募集だってあるだろう」と思ったことだったという[2]。
- 自身の若手時代は、宿舎で同室だった先輩選手たちのコーヒーの好みを全てノートに書き残し、次の出場レースで彼らと同室だった際にはそのノートを参考にコーヒーを入れて先輩に出していた[3]。
- 本栖訓練所で56期訓練生として同期入所だった長岡茂一（長岡は訓練中のケガにより卒業が半年遅れ、57期生としてデビュー）は、熊谷にとっては「目標とする存在」である一方[1]、長年の友人でもあった。2人の若手時代は、府中市内の同じマンションに住んでいた時期もあったという[4]。
- 引退後は艇界からは完全に離れることを考えていたため、競艇場関係者にも素っ気ない態度を取って艇界を去っていた。引退後しばらくしてからホームプールでもあった多摩川競艇場から引退記念の盾が送られてきたことに感銘を受けて艇界への恩返しを考えるようになり[5]、多摩川競艇場でのボートレースアンバサダー植木通彦との対談のyoutube配信をきっかけに解説者として艇界への復帰を果たした[6]。このため、多摩川競艇のyoutube配信で解説者・MCとして出演することが多く、特にMCを務める際には「是政会議」というサブタイトルがつく[7]。
- 現役時代から歯に衣着せないコメントで知られていた。引退後にJLCレジャーチャンネルでの配信番組に出演する際には後輩の植木を相手に毒舌とぼやきコメントで掛け合い漫才のようなトークを見せることがあり、解説者の今村豊も「ウチの女房も『2人のやり取りが見たい』と言ってる（笑）」と評している[8]。また多摩川競艇の配信番組でも毒舌コメントをすることがあるが[9]、一方で先輩女性選手たちに対しては頭が上がらないようである[7]。
- 解説業を始めてから多摩川競艇場へ様々なアドバイスを送っている。多摩川競艇場では夕方に強い西日が水面に当たり反射することでハレーションが起き、スタート時に選手から大時計が見えなくなる問題が昔からあったが、熊谷の進言で10レースから12レースまでは時間を空けて大時計がなるべく見える時間帯にレースを行うように改善された。その他、多摩川競艇場では長く「オリジナル展示データ」が導入されずにいたが熊谷の進言によって導入された他、周回展示の1マークのカメラの位置を熊谷のアドバイスを基に変更するなど、多摩川競艇場の運営に大きく貢献している事が多摩川競艇場のYoutube生配信にて度々語られている。
- 孫がいる[10]。